# Twangin...
Twangin... är ett musikalbum av Dave Edmunds som lanserades 1981. Det var hans sista album som spelades in med Rockpile, och även det sista han släppte på skivbolaget Swan Song Records. Nästan hela albumet består av coverlåtar och Edmunds fick en ganska stor singelhit med sin inspelning av "Singin' the Blues". På låten "The Race Is On" medverkar gruppen Stray Cats vars debutalbum Edmunds precis hade producerat.

## Låtlista
1. "Something Happens" (John Hiatt) - 3:13
2. "It's Been So Long" (Ian Gomm) - 2:14
3. "Singin' the Blues" (Melvin Endsley) - 2:58
4. "(I'm Gonna Start) Living Again If It Kills Me" (Nick Lowe, Carlene Carter, Edmunds) - 3:20
5. "Almost Saturday Night" (John Fogerty) - 2:10
6. "Cheap Talk, Patter and Jive" (Hank DeVito, Donivan Cowart) - 3:05
7. "Three Time Loser" (Don Covay, Ron Miller) - 2:43
8. "You'll Never Get Me Up (In One of Those)" (Mickey Jupp) - 3:46
9. "I'm Only Human" (Lowe, Rockpile) - 2:07
10. "The Race Is On" (George Jones, Don Rollins) - 2:04
11. "Baby Let's Play House" (Arthur Gunter) - 2:18

## Listplaceringar
- UK Albums Chart, Storbritannien: #37[1]
- Topplistan, Sverige: #5[2]